# Jennifer Bay
Jennifer Bay (25 juni 1991) is een Duits langebaanschaatsster.

## Biografie
Junioren
Bij de junioren, waar de 3000 meter de langste afstanden is, werd Bay in 2008-2009 derde in het klassement van de wereldbeker junioren 3000 meter, op de WK junioren werd ze 7e op die afstand. Een jaar later werd ze tweede in de wereldbeker junioren en opnieuw 7e op de WK junioren.
2010-2011
In het seizoen 2010-2011 brak Bay door bij de senioren door in Berlijn op de wereldbekerwedstrijd samen met Stephanie Beckert en Isabell Ost de ploegenachtervolging te winnen. Bij de wedstrijd in Moskou werd datzelfde trio derde en daarmee tweede in het eindklassement. Individueel werd Bay dat seizoen 27e in het wereldbekerklassement 1500 meter, 14e in het wereldbekerklassement 3000 en 5000 meter, 19e op de WK afstanden 1500 meter en 15e op de WK afstanden 3000 meter. Ook reed ze de EK allround 2011, waar ze 15e werd. Dit leverde Duitsland, omdat de VS maar met twee vrouwen startten, een extra startplek op de WK allround op, die werd ingevuld door de van een schorsing teruggekeerde Claudia Pechstein.

## Persoonlijke records
| Afstand    | Tijd    | Datum            | Baan           |
| ---------- | ------- | ---------------- | -------------- |
| 500 meter  | 40,47   | 12 februari 2011 | Salt Lake City |
| 1000 meter | 1.19,38 | 2 november 2013  | Calgary        |
| 1500 meter | 1.56,24 | 19 februari 2011 | Salt Lake City |
| 3000 meter | 4.09,46 | 12 februari 2011 | Salt Lake City |
| 5000 meter | 7.05,69 | 18 februari 2011 | Salt Lake City |

## Resultaten
| Jaar | EK Allround             | WK Afstanden        | WK Junioren                              |
| ---- | ----------------------- | ------------------- | ---------------------------------------- |
| 2009 |                         |                     | 19e 1500m 7e 3000m 4e achtervolging      |
| 2010 |                         |                     | 12e (30e, 10e, 23e, 7e) 6e achtervolging |
| 2011 | NC15 (17e, 9e, 16e, -)  | 19e 1500m 15e 3000m |                                          |
| 2012 |                         |                     |                                          |
| 2013 |                         |                     |                                          |
| 2014 | NC18 (22e, 17e, 20e, -) |                     |                                          |
| 2015 | NC14 (16e, 13e, 13e, -) |                     |                                          |